# 시위대 (대한제국)
시위대(侍衛隊)는 대한제국 육군의 핵심부대로 1895년 5월에 설치된 시위대는 덕수궁과 황실의 경비와 수도방어를 담당한 중앙군역할을 겸하였다. 친위대에서 소수의 인원을 선발, 편성한 것이 시초였다. 초기에 2개 대대로 구성된 1개연대로서 각 대대가 2개 중대고 각 중대는 3개 소대였다. 정원은 약 8,000명 가량으로 추정되며 을미사변때 일본군을 저지하다 실패했고 곧 해산되었다. 
1897년 1월에 러시아 제국 출신 군사고문의 지도로 시위대가 다시 편성되었고 최고 인원은 10,000명 정도로 추정되고 있다. 또한 1903년 시위대 12,000명(최종적으로 16,000명) 병력을 갖추고, 용산에 군부 총기제조소를 건립하였다.

## 광무개혁과 시위대의 재창설
시위대는 조선 후기 국왕의 호위 군대로 조선 고종 32년(1895) 5월 25일 칙령 120호의 반포에 따라 편성된 군대이다. 군부대신의 감독 아래 궁내의 시위를 담당하였는데 그 편제는 1개 연대(2개 대대)•1개 대대(2개 중대)•1개 중대(3개 소대)임. 창설 3개월 후인 8월 명성황후를 시해한 을미사변(乙未事變)이 일어나자 이에 동조하지 않았다는 이유로 해산되어 훈련대에 편입되었다가 고종이 아관파천(俄館播遷) 이후 러시아의 영향을 받아 중앙군(中央軍)을 러시아식으로 개편하면서 광무 원년(1897) 3월 시위대를 다시 설치하였다. 1896년 12월 10일 러시아 제국 해군부 보고서에 따르면, 러시아 제국 해군 순양함 아드미랄 코르닐로프(Russian cruiser Admiral Kornilov)의 대위 흐멜레프가 시위대를 훈련시켰는데, 러시아의 수비대 교정을 한국어로 번역하고, 러시아 군사용어가 사용되었다. 총원 1천 70인으로 2백 인을 1개 중대, 5개 중대를 1개 대대로 편제하였고 10월에는 1개 대대를 추가 편성하여 제1대대와 제2대대라 하였다.

## 부대의 훈련과 개편
친위대가 창설된 후 친위대 병력 중 선발한 인원으로 시위대를 신설하였다. 시위대는 처음에 러시아인 군사 교관으로부터 훈련을 받다가 일본인 교관으로 바뀌었다. 처음 훈련을 담당한 러시아인 군사교관은 푸티아타(Putiata) 대령으로서 3명의 장교를 포함한 10명으로 러시아제 베르당 소총으로 무장시키고 훈련을 시작했다. 처음 출발은 황궁 수비를 위한 보안대로 출발한 것이었다. 그러나 아관파천 종료 후 러시아와의 관계가 소원해지면서 이들 교관들은 철수하고 일본인으로 교체된다.시위대도 친위대처럼 서울 지역 방어를 위한 부대였다. 
1900년 9월 19일, 《제국신문(帝國新聞)》은 서울의 군인 수는 친위대(親衛隊) 3,000명, 시위대 2,000명, 평양병 1,000명, 포병 1,000명, 기병 1,000기라고 보도하였으나, 실제 전력은 미지수이다.
1902년 8월 25일에는 칙령 제15호로 임시혼성여단편제를 공포, 보병 2개 연대, 기병 1개 중대, 포병 1개 중대로 혼성여단을 편성하도록 하고, 기존 친위대와 시위대를 통합하여 1개 시위혼성여단을 만들게 된다. 같은 해 10월 30일에는 1개 연대(3개 대대) 규모였던 시위대와 친위대를 2개 연대으로 확장하기로 결정하고 각 1개 대대씩 증설하였다.
그러나 친위대 및 시위대는 의병 운동 진압을 위해 지방으로 출동하는 경우가 많은던 것으로 전해지고 있다.

## 시위대와 친위대의 해산
이러한 확장, 개편, 훈련은 계속되었으나 1905년 4월, 친위대는 일본에 의한 군제 개혁으로 해산, 1907년 7월 31일, 시위대는 해산되었다. 근위대라는 극히 소수의 황실 경비병을 제외한 군대를 모두 해산시킨 것이다. 서울 지역의 시위대에 이어 8월 및 9월에 걸쳐 진위대도 해산되었다. 
하지만 그냥 순순히 해산된 것은 아니었고, 군대 해산령에 반발하여 박승환(朴昇煥) 참령(시위제1연대 1대대장, 현 소령)이 자결하자 1연대 1대대 및 2연대 1대대 병력들이 해산을 거부하고 서울에서 시가전을 벌인 후 일본군에 밀리자 지방 의병들에 합류하였다. 지방의 진위대도 같이 합류하였다. 
비록 수는 적었어도 그래도 정규 군사 훈련을 받은 군인들이 합류한 이후 의병 활동은 더욱 활발해지기 시작했다.

## 같이 보기
- 시위 제1연대
- 원수부
- 친위대 (대한제국)
- 대한제국 육군

## 참고
1. ↑  “제32주차 시사안보 - 대한제국 군대해산과 민긍호 의병장”. 국방일보. 2014년 8월 1일. 2015년 4월 8일에 확인함.[깨진 링크(과거 내용 찾기)]
2. ↑  러시아국립해군성문서 (1896년 12월 10일). “태평양 분함대 사령관의 탐사보고서”. 2022년 7월 20일에 확인함.
3. ↑  경남도민일보, 시위대 진위대 친위대[깨진 링크]

### 문헌 자료
- 강준만 (2007년). 《한국 근대사 산책: 정미7조약·군대 해산》. 인물과사상. 327~329쪽.